# Circolo Sportivo Trevigliese 1926-1927
Questa pagina raccoglie le informazioni riguardanti il Circolo Sportivo Trevigliese nelle competizioni ufficiali della stagione 1926-1927.

## Rosa
| N. |                   | Ruolo | Calciatore          |
| -- | ----------------- | ----- | ------------------- |
|    | Italia (bandiera) | D     | Luigi Basa          |
|    | Italia (bandiera) | D     | Bernardelli         |
|    | Italia (bandiera) | D     | Pompeo Casati       |
|    | Italia (bandiera) | C     | Emilio Ferrandi     |
|    | Italia (bandiera) | P     | Ferri               |
|    | Italia (bandiera) | A     | Giuseppe Galimberti |
|    | Italia (bandiera) | D     | Umberto Grandi      |
|    | Italia (bandiera) | A     | Lombardi            |

| N. |                   | Ruolo | Calciatore       |
| -- | ----------------- | ----- | ---------------- |
|    | Italia (bandiera) | A     | Vincenzo Motta   |
|    | Italia (bandiera) | D     | Giacomo Muttoni  |
|    | Italia (bandiera) | C     | Ernesto Orsenigo |
|    | Italia (bandiera) | C     | Angelo Prandina  |
|    | Italia (bandiera) | D     | Luigi Rivolta    |
|    | Italia (bandiera) | P     | Luigi Sangalli   |
|    | Italia (bandiera) | A     | Luigi Tommasini  |